# Siikajoki (fleuve)
Le fleuve Siikajoki (en finnois : Siikajoki) est un cours d'eau  d'Ostrobotnie du Nord en Finlande.

## Description
Le fleuve Siikajoki part du petit lac Kaakkuri à Pyhäntä et se jette dans la baie de Botnie à Siikajoki.
Long de 160 km, le fleuve traverse les municipalités de Kajaani, Pyhäntä, Vaala, Siikalatva, Kärsämäki, Haapavesi, Raahe, Liminka et Siikajoki.